# Yuzhni (Beloréchensk)
Yuzhni (del ruso: Южный) es un seló del territorio administrativo de la ciudad de Beloréchensk del krai de Krasnodar, en Rusia. Se sitúa a orillas del río Psenafa, tributario por la izquierda del Bélaya, afluente del río Kubán, 4 km al sur de Beloréchensk y 75 km al sureste de Krasnodar, la capital del krai. Tenía 2 578 habitantes (2011).
Es cabeza del municipio Yúzhnenskoye, al que pertenecen asimismo Novi y Zarechni. Constituye un municipio rural dentro de la administración de la ciudad de Beloréchensk.

## Composición  étnica
De los 3 278 habitantes que tenía en 2002, el 59.5 % era de etnia rusa, el 25.9 % era de etnia armenia, el 5.9 % era de etnia turca, el 2.1 % era de etnia ucraniana, el 1.6 % era de etnia azerí, el 0.6 % era de etnia bielorrusa, el 0.5 % era de etnia griega, el 0.4 % era de etnia adigué, el 0.4 % era de etnia georgiana, el 0.3 % era de etnia alemana y el 0.2 % era de etnia tártara.